# Bakaré Koné
Bakaré Koné (Bouaké, 15 aprile 1989) è un calciatore ivoriano, centrocampista dell'ASEC Mimosas.

## Carriera
Inizia la carriera in patria, tra le file dell'ASEC Mimosas, esordendo anche in CAF Champions League nel 2011. Nel gennaio 2012 si trasferisce in Marocco, nel Wydad Casablanca, dove rimane per quattro stagioni vincendo il titolo nazionale nel 2014-2015.
Nel 2015 passa in prestito al Dibba Al-Fujairah. Nel 2016 viene acquistato a titolo definitivo dall'Ittihad Kalba, continuando a giocare nella UAE Arabian Gulf League.
Il 1º luglio 2017 si trasferisce a titolo definitivo all'Ajman.

## Palmarès

### Club

#### Competizioni nazionali
- Campionato marocchino: 1

Wydad Casablanca: 2014-2015